# Libnotes (Afrolimonia) silvicola
Libnotes (Afrolimonia) silvicola is een tweevleugelige uit de familie steltmuggen (Limoniidae). De soort komt voor in het Afrotropisch gebied.